# Eastport
|  | Per a altres significats, vegeu «Eastport (Maine)». |

Eastport és una concentració de població designada pel cens dels Estats Units a l'estat de Nova York. Segons el cens del 2000 tenia 1.454 habitants.

## Demografia
Segons el cens del 2000, Eastport tenia 1.454 habitants, 554 habitatges, i 373 famílies. La densitat de població era de 102,3 habitants per km².
Dels 554 habitatges en un 30,7% hi vivien nens de menys de 18 anys, en un 55,2% hi vivien parelles casades, en un 7,8% dones solteres, i en un 32,5% no eren unitats familiars. En el 27,4% dels habitatges hi vivien persones soles el 12,3% de les quals corresponia a persones de 65 anys o més que vivien soles. El nombre mitjà de persones vivint en cada habitatge era de 2,54 i el nombre mitjà de persones que vivien en cada família era de 3,1.
Per edats la població es repartia de la següent manera: un 23,9% tenia menys de 18 anys, un 5,8% entre 18 i 24, un 30,7% entre 25 i 44, un 25,8% de 45 a 60 i un 13,8% 65 anys o més.
L'edat mediana era de 38 anys. Per cada 100 dones de 18 o més anys hi havia 104,1 homes.
La renda mediana per habitatge era de 50.550 $ i la renda mediana per família de 52.917 $. Els homes tenien una renda mediana de 40.163 $ mentre que les dones 35.000 $. La renda per capita de la població era de 24.391 $. Entorn del 5,7% de les famílies i el 6,6% de la població estaven per davall del llindar de pobresa.